# World Series of Poker 1988
Le World Series of Poker 1988 furono la diciannovesima edizione della manifestazione. Si tennero dal 5 al 21 maggio presso il casinò Binion's Horseshoe di Las Vegas.
Il vincitore del Main Event fu, per il secondo anno consecutivo, Johnny Chan.

## Eventi preliminari
| Evento                                    | Vincitore         | Premio   | Ultimo giocatore eliminato |
| ----------------------------------------- | ----------------- | -------- | -------------------------- |
| $1.500 Limit Hold'em                      | Val Carpenter     | $223.800 | Jack Keller                |
| $1.500 No Limit Hold'em                   | Russ Gibe         | $181.800 | Hans "Tuna" Lund           |
| $2.500 Pot Limit Omaha                    | Gilbert Gross     | $181.000 | Hugh Todd                  |
| $5.000 seven card stud                    | Thor Hansen       | $158.000 | David Heyden               |
| $1.000 Limit Omaha                        | David Helms       | $91.200  | Don Williams               |
| $1.500 Seven Card Stud Split              | Lance Hilt        | $123.600 | Joe Petro                  |
| $500 Seven Card Stud riservato alle donne | Loretta Huber     | $17.000  | Ester Rossi                |
| $1.500 Seven Card Stud                    | Merrill Hunt      | $130.200 | Johnny Moss                |
| $5.000 Deuce to Seven Draw                | Seymour Leibowitz | $157.500 | David "Chip" Reese         |
| $1.500 Ace to Five Draw                   | Johnny Moss       | $116.400 | Richard Chase              |
| $1.000 Seven Card Razz                    | Don Williams      | $76.800  | Art Youngblood             |

## Main Event
I partecipanti al Main Event furono 167. Ciascuno di essi pagò un buy-in di 10.000 dollari.
Johnny Chan, campione in carica, si riconfermò vincendo l'heads-up contro Erik Seidel. La mano finale entrò poi nella storia del poker, venendo proposta anche nel film Il giocatore - Rounders. Chan vinse chiamando l'all-in di Seidel al river, con J♣ 9♣ contro Q♣ 7♥ dell'avversario; sul board: Q♠ 8♦ 10♥ 2♠ 6♦.
Johnny Chan è l'ultimo giocatore ad aver vinto due volte di seguito il Main Event delle WSOP. Nel 1989 sfiorerà il terzo successo consecutivo, arrivando secondo. Anche Stu Ungar vinse due volte consecutivamente: nel 1980 e nel 1981.

### Tavolo finale
| Piazzamento | Nome            | Premio   |
| ----------- | --------------- | -------- |
| 1°          | Johnny Chan     | $700.000 |
| 2°          | Erik Seidel     | $280.000 |
| 3°          | Ron Graham      | $140.000 |
| 4°          | Humberto Brenes | $83.050  |
| 5°          | T. J. Cloutier  | $63.000  |
| 6°          | Jim Bechtel     | $49.000  |
| 9°          | Jesse Alto      | $21.000  |